# Paulias Matane
Sir Paulias Matane (21. září 1931 – 12. prosince 2021) byl zakladatel tiskové agentury Nová Oceanie (New Oceania) a generální guvernér Papui Nové Guineji.
Dne 25. července 2010 byl parlamentem zvolen na další funkční období, ale Nejvyšší soud označil tuto volbu parlamentem za neústavní a 13. prosince 2010 jej odvolal z funkce a jeho pravomoci převzal předseda parlamentu Jeffery Nape.